# David Winnick
David Winnick, född 26 juni 1933, är en brittisk parlamentsledamot för Labour.
Han representerade valkretsen Walsall North.
Han blev första gången invald i parlamentet vid valet 1966 (då för valkretsen Croydon South), men förlorade sin plats vid 1970, han försökte igen vid valet 1974, men misslyckades. Vid valet 1979 kom han till slut åter in i parlamentet, denna gång för Walsall North.
Winnick fortsatte representera Walsall North och blev omvald åtta gånger. I valet 2017 besegrades han av konservativa kandidaten Eddie Hughes.